# Puccinia abrotani
Puccinia abrotani är en svampart som beskrevs av Fahrend. 1941. Puccinia abrotani ingår i släktet Puccinia och familjen Pucciniaceae.   Inga underarter finns listade i Catalogue of Life.